# الأوغسطينية
الأوغسطينية هو اسم يطلق على جماعتين رهبانيتين إحداهما كاثوليكية والأخرى أنجليكانية وسميتا باسم القديس أوغسطين (13 نوفمبر 354 - 28 أغسطس 430).